# Sainte-Gemme (Gers)
Sainte-Gemme – miejscowość i gmina we Francji, w regionie Oksytania, w departamencie Gers. Nazwa miejscowości pochodzi od imienia św. Gemmy.
Według danych na rok 1990 gminę zamieszkiwało 118 osób, a gęstość zaludnienia wynosiła 12 osób/km² (wśród 3020 gmin regionu Midi-Pireneje Sainte-Gemme plasuje się na 945. miejscu pod względem liczby ludności, natomiast pod względem powierzchni na miejscu 1100.).